# Selección de hockey sobre patines de Francia
La selección de Francia de hockey sobre patines es el equipo nacional que representa a la Federación francesa de deportes de patinaje (FFRS) en competiciones internacionales de hockey patines. Participa habitualmente en el campeonato mundial y en el campeonato europeo.

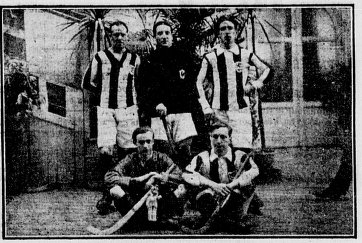
Primera Selección de Francia en 1920.

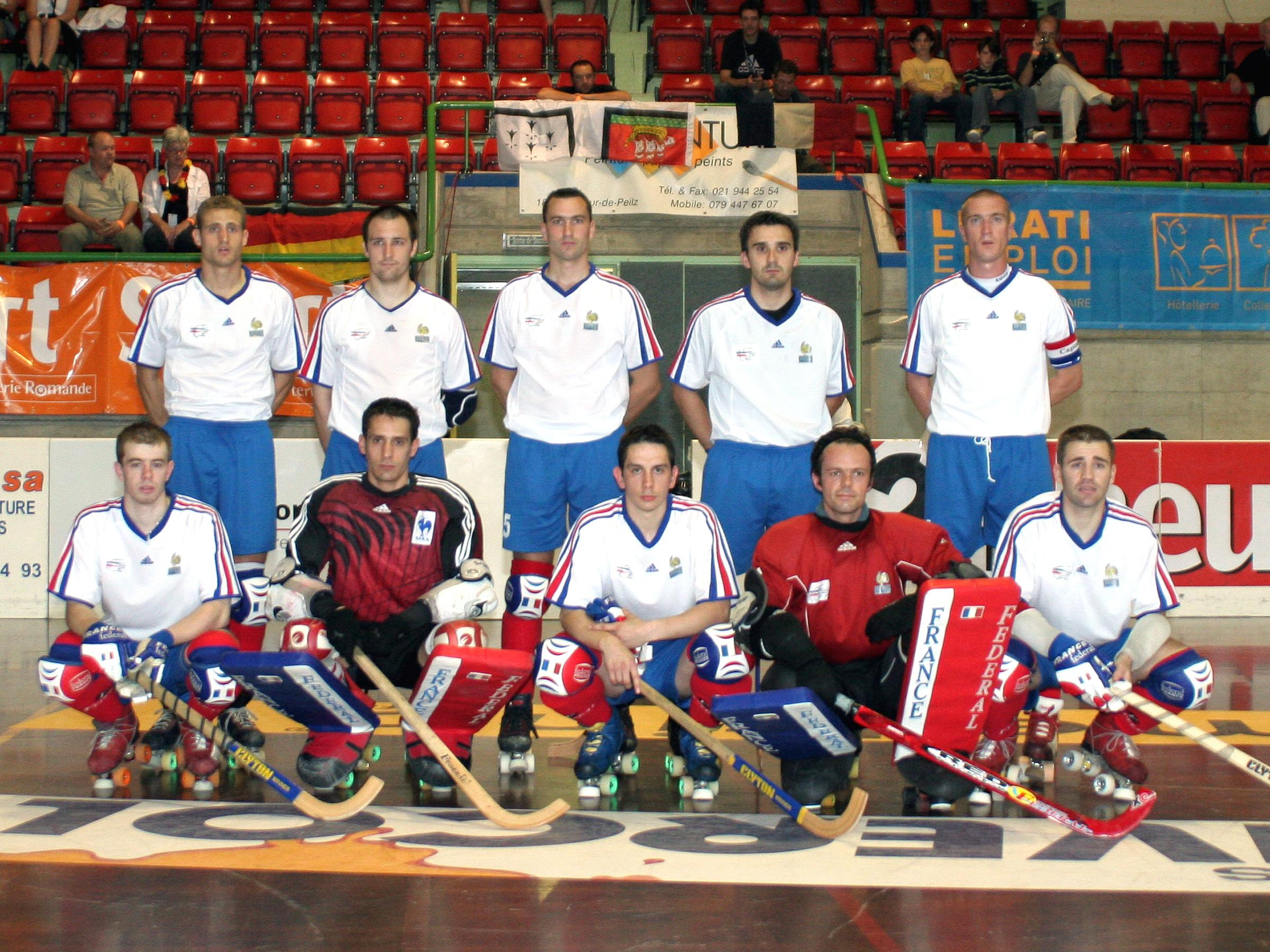
Selección de Francia en el Mundial de 2007.

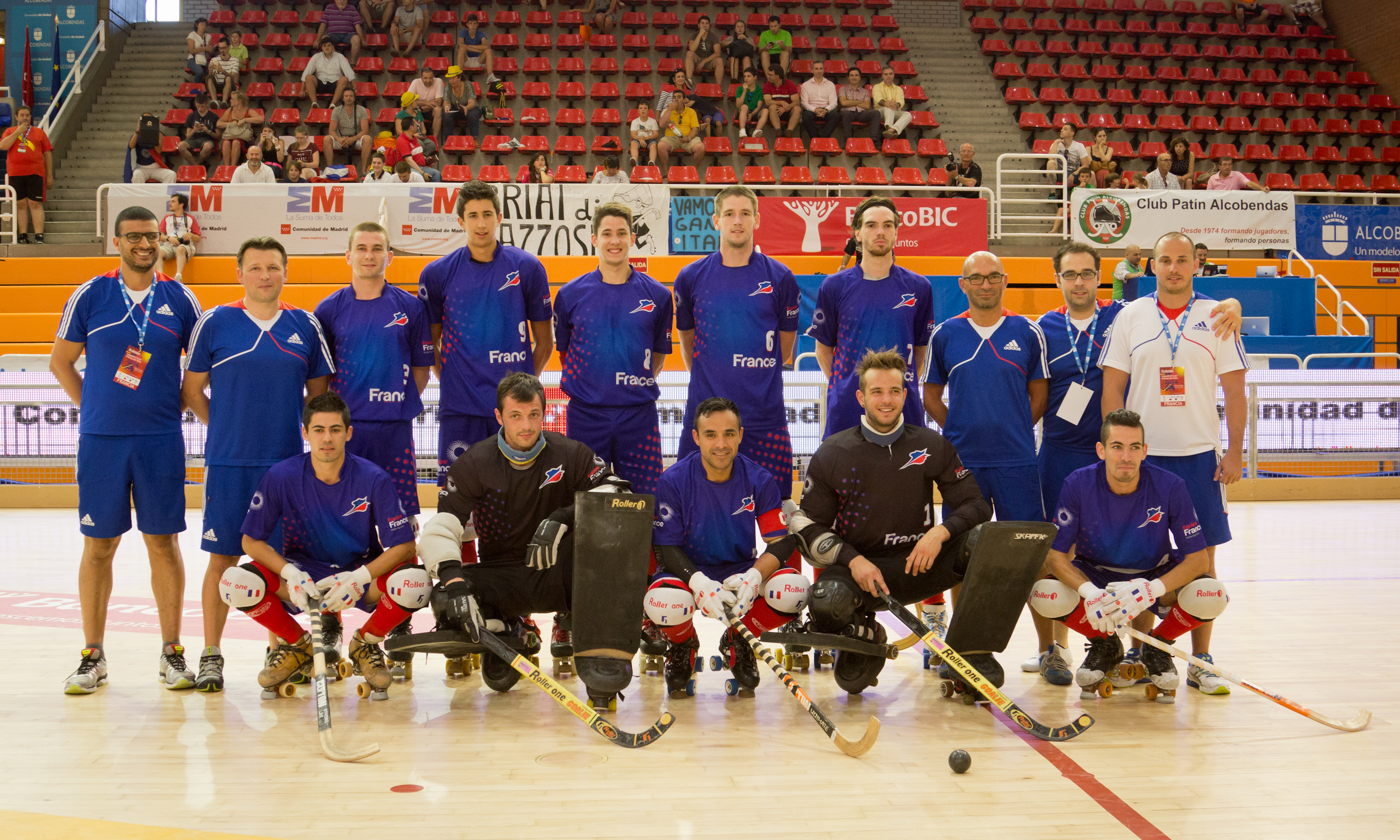
Selección de Francia en el Europeo de 2014.

## Integrantes
Según la convocatoria para el Campeonato europeo de hockey sobre patines masculino de 2014 de Alcobendas:
Cuerpo técnico
- Entrenador: Fabien Savreux
- Segundo entrenador: Thierry Cadet